# Niente e così sia
Niente e così sia è un saggio sulla guerra del Vietnam, scritto da Oriana Fallaci, a New York nel 1969.

## Contenuto
Il libro è la testimonianza di un anno passato a Saigon, in Vietnam, a cavallo tra il 1967 e il 1968, dall'autrice in qualità di corrispondente di guerra per L'Europeo, insieme al fotografo Gianfranco Moroldo.
La prefazione al libro riporta la testimonianza di alcuni soldati americani che parteciparono al massacro di My Lai e la testimonianza di alcuni sopravvissuti.
Il libro nasce come riflessione per rispondere alla domanda della sorellina: La vita, cos'è?

Il libro in forma di diario racconta le vicende dell'autrice, nel Vietnam del Sud, assieme a François Pelou, Felix Bolo, Claude Lorieux, François Mazure, giornalisti della Agence France Presse e le loro opinioni sulla guerra, generalmente considerata una guerra che ha prodotto morti inutili. La Fallaci scrive le interviste fatte ad alcuni protagonisti della guerra, soldati del Fronte di Liberazione Nazionale, soldati dell'esercito degli Stati Uniti; riporta due diari scritti da due soldati del Vietnam del Nord, uno ignoto e l'altro è Le Vanh Minh, entrambi morti.
Il diario inizia con la visita al campo di battaglia di Dak To. Durante i combattimenti, la Fallaci si fa raccontare dai soldati americani che vanno all'attacco sulla collina 875, la paura di morire, l'indifferenza dinanzi alla desolazione e all'orrore, a che emozioni si provano ad uccidere il nemico. L'indifferenza è tale che alla conta dei morti non sanno neanche quanti sono, centocinquanta, duecento? E poi la beffa, dopo aver preso la collina 875 a costo di 358 morti, la collina 875 è stata abbandonata.
E i prigionieri? Non si fanno prigionieri in Vietnam, perché loro sono capaci di farsi saltare in aria, con una bomba, pur di ammazzare due o tre accompagnatori.
Nel capitolo secondo si legge l'intervista a Nguyen Van Sam, colui che fece saltare il ristorante My Canh due anni addietro, venticinque morti in pochi secondi. Nguyen Van Sam dopo aver fatto ad Hanoi, la scuola di sabotaggio, ha attuato ventinove attentati, fatti dal 1º marzo 1965 al 10 luglio 1967, cinquantotto morti e centonovantasei feriti in poco più di due anni. Catturato ha paura di morire anonimo sconosciuto e per ottenere il riconoscimento ufficiale che gli dà il processo e la fucilazione, racconta tutto al generale Nguyễn Ngọc Loan.
Nel capitolo terzo la Fallaci prende in considerazioni Thích Quảng Đức e i buddisti che si sono fatti bruciare vivi, per protesta contro l'amministrazione del presidente del Vietnam del Sud, il cattolico Ngô Đình Diệm, e la sua politica di oppressione della filosofia buddhista. La Fallaci intervista la Venerabile Madre Thich Nhu Hué, a proposito del suicidio rituale col fuoco di Huyn Thi Mai, per protesta contro un governo che non è voluto dal popolo, che è voluto solo dagli americani, i quali sono la causa principale dell'infelicità del popolo sudvietnamita, dice la Venerabile Madre. Intervista anche il monaco buddista Thích Trí Quang, nemico acerrimo degli americani e del governo che essi hanno voluto.
Il libro si conclude col capitolo undici - però, con la cronaca del massacro degli studenti in rivolta avvenuto a Tlatelolco il 2 ottobre 1968 durante la XIX Olimpiade in Messico dove la giornalista viene ferita da una raffica di mitra in piazza a Città del Messico durante gli scontri tra esercito e studenti.
Il saggio ha vinto il Premio Bancarella nel 1970.

## Edizioni
- Oriana Fallaci, Niente e così sia, Milano, Rizzoli, 1969,  p. 368, ISBN 9788817853750.
- Oriana Fallaci, Niente e così sia, Collana Bur Oro, BUR, novembre 1997,  p. 357, ISBN 88-17-15012-6.
- id., Niente e così sia. Prefazione di Lorenzo Cremonesi, con un estratto dell'intervista di Alessandro Cannavò a François Pelou, Collana Opere di Oriana Fallaci, BUR, Milano, I ed. ottobre 2010, ISBN 978-88-17-03882-9, pp. XVI-428.
- id., Niente e così sia. Prefazione di Lorenzo Cremonesi, Collana best Bur, BUR, Milano, I ed. novembre 2014.